# 4926 Smoktunovskij
4926 Smoktunovskij eller 1982 ST6 är en asteroid i huvudbältet som upptäcktes den 16 september 1982 av den ryska astronomen Ljudmila Tjernych vid Krims astrofysiska observatorium på Krim. Den är uppkallad efter skådespelaren Innokentij Smoktunovskij.
Asteroiden har en diameter på ungefär 7 kilometer och den tillhör asteroidgruppen Koronis.